# Henry Herbert, 10:e earl av Pembroke
Henry Herbert, 10:e earl av Pembroke, 7:e earl av Montgomery, född den 3 juli 1734, död den 26 januari 1794, var ende son till Henry Herbert, 9:e earl av Pembroke, vars namn han bar.
Han fick sin utbildning vid Eton College och kallades Lord Herbert till dess att han ärvde faderns titlar efter dennes död 1750. Han gjorde sedan, liksom denne, militär karriär, och ansågs som en auktoritet i fråga om att rida in hästar inom kavalleriet.
Den 23 mars 1756 äktade han den 19-åriga lady Elizabeth Spencer, dotter till Charles Spencer, 3:e hertig av Marlborough och Elizabeth Trevor. I äktenskapet föddes sonen och arvingen George Herbert, 11:e earl av Pembroke. Han fick även två erkända barn utom äktenskapet.